# Lac du Dégelis
Lac du Dégelis är en sjö i Kanada.   Den ligger i regionen Saguenay–Lac-Saint-Jean och provinsen Québec, i den östra delen av landet, 600 km nordost om huvudstaden Ottawa. Lac du Dégelis ligger 415 meter över havet. Arean är 8,2 kvadratkilometer. Den sträcker sig 8,6 kilometer i nord-sydlig riktning, och 3,3 kilometer i öst-västlig riktning.
I omgivningarna runt Lac du Dégelis växer i huvudsak blandskog. Trakten runt Lac du Dégelis är nära nog obefolkad, med mindre än två invånare per kvadratkilometer.